# Persone di nome Thiago
| Questa pagina contiene informazioni ricavate automaticamente dalle voci biografiche con l'ausilio del template Bio e di un bot. L'aggiornamento è periodico e automatico e ricostruisce completamente la pagina. Se manca una persona in questa lista, sei pregato di non aggiungerla, ma accertati piuttosto che la sua voce biografica contenga il template Bio e che i dati anagrafici siano correttamente compilati. Se il template Bio manca, inseriscilo tu stesso o, in alternativa, metti l'avviso {{tmp\|Bio}} che ne segnala la mancanza. Se i dati riportati sono sbagliati, correggi direttamente la voce biografica; le modifiche saranno visibili in questa lista entro pochi giorni. Per chiarimenti vedi il progetto antroponimi. La lista contiene solo le 77 persone che sono citate nell'enciclopedia e per le quali è stato implementato correttamente il template Bio. Pagina aggiornata al 16 ott 2024. |

Questa è una lista di persone presenti nell'enciclopedia che hanno il prenome Thiago, suddivise per attività principale.

## Allenatori di calcio(5)
- Thiago Alcántara, allenatore di calcio e ex calciatore brasiliano (San Pietro Vernotico, n. 1991)
- Thiago Carpini, allenatore di calcio e ex calciatore brasiliano (n. 1984)
- Thiago Carvalho, allenatore di calcio e ex calciatore brasiliano (Rio Verde, n. 1988)
- Thiago Kosloski, allenatore di calcio e ex calciatore brasiliano (Telêmaco Borba, n. 1981)
- Thiago Motta, allenatore di calcio e ex calciatore brasiliano (São Bernardo do Campo, n. 1982)

## Allenatori di tennis(1)
- Thiago Alves, allenatore di tennis e ex tennista brasiliano (Florianópolis, n. 1982)

## Altisti(1)
- Thiago Moura, altista brasiliano (San Paolo del Brasile, n. 1995)

## Artisti marziali misti(3)
- Thiago Alves, artista marziale misto brasiliano (Fortaleza, n. 1983)
- Thiago Santos, artista marziale misto brasiliano (Rio de Janeiro, n. 1984)
- Thiago Silva, artista marziale misto brasiliano (San Carlo, n. 1982)

## Astisti(1)
- Thiago Braz da Silva, astista brasiliano (Marília, n. 1993)

## Attori(2)
- Thiago Fragoso, attore, conduttore televisivo e cantante brasiliano (Rio de Janeiro, n. 1981)
- Thiago Lacerda, attore, doppiatore e ex nuotatore brasiliano (Rio de Janeiro, n. 1978)

## Calciatori(47)
- Thiago Almada, calciatore argentino (Fuerte Apache, n. 2001)
- Thiago Andrade, calciatore brasiliano (Araras, n. 2000)
- Thiago Borbas, calciatore uruguaiano (Punta del Este, n. 2002)
- Thiago Pinto Borges, calciatore brasiliano (San Paolo, n. 1988)
- Thiago Cardoso, ex calciatore brasiliano (Juiz de Fora, n. 1991)
- Thiago Cardozo, calciatore uruguaiano (Juan Lacaze, n. 1996)
- Thiago Carleto, ex calciatore brasiliano (São Bernardo do Campo, n. 1989)
- Thiago Cionek, calciatore brasiliano (Curitiba, n. 1986)
- Thiago Dombroski, calciatore brasiliano (Curitiba, n. 2002)
- Thiago Espinosa, calciatore uruguaiano (Rosario, n. 2004)
- Thiago Feltri, ex calciatore brasiliano (Fernão, n. 1985)
- Thiago Fernandes, calciatore brasiliano (Joinville, n. 1990)
- Thiago Fernández, calciatore argentino (Buenos Aires, n. 2004)
- Thiago Ferreira Lopes, calciatore brasiliano (Mogi Mirim, n. 1996)
- Thiago Ferreira dos Santos, calciatore brasiliano (Linhares, n. 1987)
- Thiago Galhardo, calciatore brasiliano (São João del-Rei, n. 1989)
- Thiago Gentil, ex calciatore brasiliano (San Paolo, n. 1980)
- Thiago Gosling, ex calciatore brasiliano (Belo Horizonte, n. 1979)
- Thiago Helguera, calciatore uruguaiano (Paysandú, n. 2006)
- Thiago Maia, calciatore brasiliano (Boa Vista, n. 1997)
- Thiago Marin, ex calciatore brasiliano (Brasilia, n. 1984)
- Thiago Martins Bueno, calciatore brasiliano (São João Evangelista, n. 1995)
- Thiago Martins, ex calciatore brasiliano (San Paolo, n. 1976)
- Thiago Mendes, calciatore brasiliano (São Luís, n. 1992)
- Thiago Mosquito, calciatore brasiliano (Rio de Janeiro, n. 1996)
- Thiago Nuss, calciatore argentino (Cañuelas, n. 2001)
- Thiago Rocha da Cunha, ex calciatore brasiliano (Rio de Janeiro, n. 1984)
- Thiago Rodrigues da Silva, calciatore brasiliano (Rio de Janeiro, n. 1996)
- Thiago Rodrigues de Souza, calciatore brasiliano (Campo Grande, n. 1997)
- Thiago Santamaría, calciatore argentino (Pilar, n. 2003)
- Thiago Santana, calciatore brasiliano (Serrinha, n. 1993)
- Thiago Santos, calciatore brasiliano (Curitiba, n. 1989)
- Thiago Schiavulli, calciatore argentino (Rosario, n. 2003)
- Thiago Heleno, calciatore brasiliano (Sete Lagoas, n. 1988)
- Thiago Neves, ex calciatore brasiliano (Curitiba, n. 1985)
- Thiago Quirino da Silva, ex calciatore brasiliano (Belo Horizonte, n. 1985)
- Thiago Ribeiro, calciatore brasiliano (Pontes Gestal, n. 1986)
- Thiago Sales, calciatore brasiliano (Rio de Janeiro, n. 1987)
- Thiago Schumacher, ex calciatore brasiliano (Curitiba, n. 1986)
- Thiago Silva, calciatore brasiliano (Rio de Janeiro, n. 1984)
- Thiago Xavier, ex calciatore brasiliano (Rio de Janeiro, n. 1983)
- Thiaguinho, calciatore brasiliano (Suzano, n. 1997)
- Thiago Ribeiro da Silva, calciatore brasiliano (Rio de Janeiro, n. 1985)
- Thiago Vecino, calciatore uruguaiano (Montevideo, n. 1999)
- Thiago Primão, calciatore brasiliano (Curitiba, n. 1993)
- Thiago de Freitas, ex calciatore brasiliano (Vitória, n. 1987)
- Thiago Miracema, ex calciatore brasiliano (Miracema do Tocantins, n. 1987)

## Cantautori(1)
- Tiago Iorc, cantautore brasiliano (Brasília, n. 1985)

## Danzatori(1)
- Thiago Bordin, danzatore e coreografo brasiliano (San Paolo, n. 1983)

## Giocatori di calcio a 5(6)
- Thiago William Martins, giocatore di calcio a 5 brasiliano (Curitiba, n. 1986)
- Bolinha, giocatore di calcio a 5 brasiliano (San Paolo, n. 1987)
- Thiago Grippi, giocatore di calcio a 5 brasiliano (Campinas, n. 1988)
- Guitta, giocatore di calcio a 5 brasiliano (Ribeirão Pires, n. 1987)
- Thiago Paz, ex giocatore di calcio a 5 brasiliano (Sant'Ana do Livramento, n. 1981)
- Thiago Freixo Moreira, giocatore di calcio a 5 brasiliano (São Gonçalo, n. 1988)

## Nuotatori(1)
- Thiago Pereira, ex nuotatore brasiliano (Volta Redonda, n. 1986)

## Pallavolisti(2)
- Thiago Alves, pallavolista brasiliano (Porto Alegre, n. 1986)
- Thiago Sens, pallavolista brasiliano (Blumenau, n. 1985)

## Tennistavolisti(1)
- Thiago Monteiro, tennistavolista brasiliano (Fortaleza, n. 1981)

## Tennisti(3)
- Thiago Monteiro, tennista brasiliano (Fortaleza, n. 1994)
- Thiago Seyboth Wild, tennista brasiliano (Marechal Cândido Rondon, n. 2000)
- Thiago Agustín Tirante, tennista argentino (La Plata, n. 2001)

## Tenori(1)
- Thiago Arancam, tenore brasiliano (San Paolo, n. 1982)

## Senza attività specificata(1)
- Thiago Soares, ex ballerino brasiliano (Rio de Janeiro, n. 1981)